# 明玉珍叡陵
叡陵（明玉珍墓）位於重慶市江北區上橫街，文物遺址年代為明，1983年12月1日列為重慶市第一批市級文物保護單位。2000年9月7日列為第一批重慶市文物保護單位。

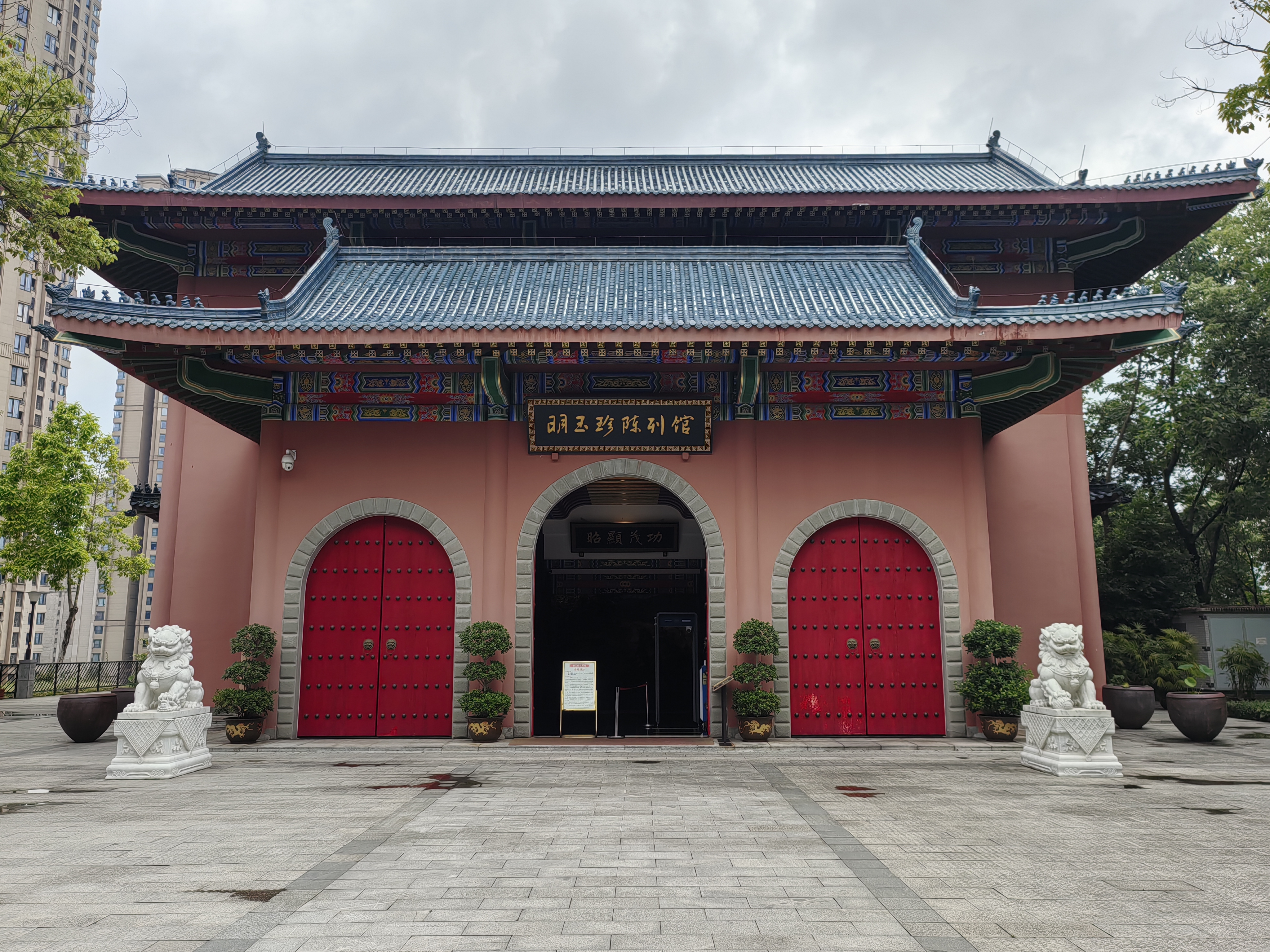
建於叡陵之上的明玉珍陳列館
明玉珍子孫祭祖留言簿

## 玄宫之碑
1982年，在叡陵出土玄宫之碑，是元朝末年明夏政权太祖皇帝明玉珍的墓志。陈列於重庆中国三峡博物馆“壮丽三峡”展厅。玄宫之碑石质，色青，以独石制成。通高1.45米，宽0.57米，厚0.235米；其下榫长0.21米，宽0.39米，厚0.235米。碑首作八角形，额篆“玄宫之碑”。碑文二十四行，正文楷书每行四十七字，全碑共一千零四字。